# 表演艺术
表演藝術（英語：Performing arts），簡稱演藝或表藝，是一種藝術的表現形式，可以從話劇、音樂、舞蹈、歌劇、音樂劇、魔術、雜技、扮裝（Cosplay）等形式表現出來。通常使用兩種方式演繹，一是無語方式，僅用肢體動作表達所要表演的故事；另一種是語言和表演同時進行以達到標準。
表演藝術和視覺藝術不同，視覺藝術是指本質上是以作品來呈現藝術，而作品是以視覺目的為創作重點，例如繪畫、攝影、版畫和電影等，有關三維立體空間物件的作品，例如雕塑和建築則稱為造型藝術。而表演藝術是以表演者來呈現藝術。
表演者來呈現藝術是表演藝術的一大特點，表演者包括演員、舞者、音樂家、歌手、魔術師等。表演藝術也需要其他相關領域工作者的合作，例如詞曲創作者、劇場技術、編劇等。
表演藝術中有一種稱為行為藝術的項目，其中強調行為藝術者和觀眾的交流。
歐洲的表演藝術可回溯到西元前6世紀的希臘古典時代，像劇作家索福克勒斯等創作的希臘悲劇。在希臘化時代時喜劇也開始廣為流傳。後來到了歐洲黑暗時代，表演藝術挶限在宗教劇，後來文藝復興時強調人文主義思想，在音樂、舞蹈、歌劇都有許多的作品。18世紀時隨著莫扎特的《費加洛的婚禮》等喜歌剧，大眾開始接觸歌剧。19世紀時美國的非裔藝術家開始發展爵士樂和藍調。現代舞在20世紀初開始受到注意。